# 释法尊
释法尊（1902年—1980年12月14日），俗名溫庚公，藏名羅桑卻帕（藏語：བློ་བཟང་ཆོས་འཕགས，威利轉寫：blo bzang cho 'phags，THL：Lobsang Chöpak），法名妙贵，字法尊，男，河北人，中国现代佛教僧人，譯師、佛学家，被誉为「当代玄奘」，擔任過中国佛学院院长。

## 生平
清光绪28年（1902年）生于河北深縣南周堡村。因家貧到保定投師學做皮鞋，因長時患病，學業無成，遂決定出家為僧。

### 1920年－1936年
1920年春末於五台山玉皇廟（即今普化寺）出家（一載慈雲寺）。因聽大勇、遠参講經，刻苦學習深受大勇法师賞識。隔年冬在北京法源寺受戒，隨後至南京宝华山隆昌寺研習律學及天台教義。
1922年大勇法师作推薦人，得入太虛大師主辦的武昌佛學院學習。
1923年冬，大勇由日本學「東密」回國，在佛學院傳授文殊修法，法尊亦預會學習。後來，大勇認日本密法不如西藏殊勝，決意率團前往西藏學法。
1924年夏畢業，法尊入大勇創辦的「佛教藏文學院」，进学藏文。
1925年夏「留藏學法團」出发进藏，经武汉、宜昌、重庆，後到乐山，经雅安翻越大相岭到达康定。然因西藏守軍疑學法團有政治作用（康藏邊界糾紛）阻攔於西康。
1926年春法尊法師與朗禪法師前往跑馬山，依止慈願大師學習，同時接觸了宗喀巴的《比丘戒釋》、《菩薩戒釋》及《菩提道次第略論》等著作。
1927年春行至藏邊甘孜縣，復為守軍所阻，停於甘孜札迦寺親近札迦大師，又研習《因明入門》、《現觀莊嚴論》、《辨了不了義論》等，並修學菩提心的修持教授及藏密法義。法尊法師開始翻譯宗喀巴的《緣起贊》並略加注解，摘譯了《宗喀巴大師傳》及《阿底峽尊者傳》；曾在《海潮音》杂志上发表。
1929年，大勇法師於甘孜扎迦寺（Dzagyal）過世。此後，由法尊法師率領「留藏學法團」繼續西行。
1930年春到昌都亲近安東格西 Jampel Rolpai Lodro （页面存档备份，存于） （1888-1936），受金刚鬘论法会中四十多种法。夏季学声明知识，秋後进藏，冬季抵拉萨。
1931年後依止安东格西，學習重要的西藏佛教論典《菩提道次第》、《密宗道次第》、《因明總義論》、《現觀莊嚴論金鬘釋》、《五次第論》及《入中論》等。同时译《菩提道次第广论》，同年太虚大师创办汉藏教理院。
1933年冬初离开拉萨，在印度、尼泊尔、缅甸仰光等地朝礼佛陀圣迹。
1934年夏经新加坡、香港抵上海，到宁波阿育王寺、雪窦寺，谒见太虚大师，仲秋经武汉回重庆，担任汉藏教理院教学工作兼管理院务。
1935年夏赴成都，先为阿旺堪布翻译，讲宗喀巴大师的《缘起赞论》。秋季再度进藏，冬季到拉萨。
1936年依止绛则法王学法，将藏文《菩提道次第广论》及《密宗道略论》译成汉文出版。秋後复往印度从海路回国，请回《藏文大藏经》等。回汉藏教理院後，继续翻译和教学。

### 1937年－1949年
1937年秋後请太虚大师在汉藏教理院讲学，翻译《密宗道次第广论》。
抗日战争期间，继续主持汉藏教理院工作，往来成都重庆，讲经说法，译著藏汉有关经论。
1949年，將《大毗婆沙论》藏譯完畢。

### 1950年－1956年
1950年至北京主持菩提学会，参加第一届人大文件和《宪法》藏译本的审核事宜，编辑藏汉、汉藏字典词汇若干种。
1955年为佛教百科全书撰稿十余篇。
1956年秋，中国佛学院成立后，任佛学院副院长，兼讲授佛教课程。講授課程有《比丘學處》、《入中論頌》及《俱舍論》等。

### 1966年－1980年
1966年，文化大革命中，佛学院解散后，被打成黑帮，参加体力劳动。
1972年，解除黑帮名义，恢复自由。
1980年秋出任中国佛学院院长。同年12月14日于北京广济寺示寂之晨，犹手不停书，为法忘軀，闻者感泣。
1980年12月14日圆寂于北京广济寺。世寿79岁，戒腊59龄。建灵骨塔于五台山广宗寺。

## 译著
法尊法師译述等身，把藏传佛教显密理论（大多以格魯派為主），首次系统地翻译成汉文流传，譯介西藏佛教相關著述120餘部（篇）：
佛經
- 隨念三寶經(從藏文經藏譯出)
- 無量壽智大乘陀羅尼經(即大乘無量壽經)

印度論書及其西藏注疏
- 現觀莊嚴論頌，彌勒造
- 現觀莊嚴論略釋，彌勒造本頌(取師子賢等人作略釋)
- 辨法法性論，彌勒造
- 七十空性論，龍樹造
- 精研論(即廣破論)，龍樹造
- 四百論頌，提婆造
- 入中論，月稱造
- 入中論·善顯密意疏，宗喀巴造
- 入中論善顯密意鏡，達賴一世造
- 阿毘達摩俱舍釋·開顯解脫道論，達賴一世造

西藏著述（包含入藏印人）
- 菩提道燈論，阿底峽造
- 菩薩寶鬘論，阿底峽造(見《阿底峽尊者傳》)
- 修菩提心七義論，伽喀巴·耶喜多吉（英语：Chekawa Yeshe Dorje）(噶當派)造
- 菩提道次第廣論，宗喀巴造
- 菩提道次第略論止觀章，宗喀巴造（補譯大勇法師《菩提道次第略論》止觀部分）
- 菩提道次第攝頌三種
- 辨了不了義說藏論，宗喀巴造
- 辨了不了義論釋難，達賴二世造
- 由說甚深緣起門中稱讚無上大師世尊善說心藏（略名「緣起讚」），宗喀巴造
- 緣起讚頌論略釋，宗喀巴造本頌(取達賴二世等人作略釋)
- 呈惹達瓦書（Jetsun Rendawa, 1349-1412），宗喀巴述
- 十萬頌般若經中一百零八句法畧解
- 土官呼圖克圖的四宗要義，土觀·洛桑卻吉尼瑪（參見《讀懂四部宗義：四宗要義講記》）
- 安欽大師開示

宗喀巴讚頌
- 值遇三界法王大宗喀巴聖者願文
- 宗喀巴大師贊（附藏文原文）

止觀
- 二種菩提心修法，寶教燈(貢唐·袞確丹貝准美)
- 地道建立，三寶無畏(Könchok Jikmé Wangpo，貢却亟美汪波)述
- 菩提道次恆修教授（四種），札迦述
- 菩提道次第修法，善慧持教增廣(格鄔倉·羅桑丹增央爾吉)述
- 修止法略說

因明
- 集量論略解，陳那造頌
- 釋量論略解，法稱造頌
- 正理莊嚴論，達賴一世造
- 心明攝頌·明顯取捨鏡論（心類攝頌·明取捨鏡？）

戒律
- 菩薩戒品釋，宗喀巴造
- 苾芻學處，宗喀巴述

密教（兼往生淨土）
- 密宗道次第廣論，宗喀巴造
- 密宗道次第論（原名續部總建立文釋），克主造
- 勝集密教王五次第教授善顯炬論，宗喀巴造
- 密集五次第教授攝要
- 七寶論（英语：Seven Treasuries），龍欽巴造
- 吉祥集密聖派的密咒地道建立‧善緣者津梁論
- 朵哈八藏大手印明顯口授
- 畧明正見論
- 大印畧文
- 溫薩耳傳供養上師與大印合誦法，善慧法幢造
- 供養上師會供法
- 禮供尊者法，達賴二世造
- 尊長瑜伽法，阿旺堪布造
- 供曼陀羅文 （收錄於《四種加行念誦儀軌合冊》，參見《四加行法觀行述記》）
- 金黃文殊阿惹巴扎拏修法
- 如意輪白度母常修法
- 西藏傳彌勒修法
- 極樂發願文，宗喀巴造
- 極樂略願文，無變金剛（明珠多傑伏藏師）造
- 清淨極樂世界願文(續)，無貧
- 極樂願文念誦法
- 能往生論修法，班禪慧善法幢
- 彌陀往生法，善慧大悲
- 施冤債食法

歷史、傳記、字典
- 那若巴大論師傳
- 阿底峽尊者傳
- 宗喀巴大師傳
- 西藏政治史冊
- 格西曲札藏文辭典，格西曲吉扎巴（法尊和張克強合譯）

法尊法師又把《大毗婆沙论》二百卷译为藏文。並编有《藏文文法》、《西藏民族政教史》、《现代西藏》等。

## 外部連結
- 法尊法師入藏的經過 法尊法師述  （页面存档备份，存于）
- 法尊法師佛學論文集 []
- 法尊對溝通漢藏文化的貢獻 （页面存档备份，存于）
- 法尊法師與漢藏教理院 （页面存档备份，存于）